# 罗伯特·杰伊·马修斯
罗伯特·杰伊·马修斯（1953年1月16日 - 1984年12月8日）是一名美国新納粹主義分子，也是美国白人至上主义组织秩序的领导人。 马修斯非常喜歡閱讀特纳日记。 
他生于馬爾法，他的父亲是蘇格蘭裔美國人。11岁时，他加入約翰·博齊協會。1969年，马修斯受洗加入耶穌基督後期聖徒教會。 马修斯後來成立一個名為“自由之子”（Sons of Liberty）的组织，这是一支反共民兵组织。  1982年，他又组建“白人美国堡垒”（ White American Bastion），这是雅利安民族的一个分支。 1983年9月下旬，马修斯与其他八人一起创立了秩序。
後來他与75名联邦执法人员對峙，最終在枪战期間被活活烧死。 